# Андреј Андрејевић
Андреј Андрејевић (Сарајево, 15. октобар 1935 — Београд, 4. мај 1991) био је српски историчар уметности. Углавном се бавио исламском уметношћу на тлу Југославије.
Гимназију је завршио у Београду 1954. године. Студирао је историју уметности на Филозофском факултету у Београду. (1954 — 1960). Између 1960. и 1963. био је кустос Умјетничке галерије у Сарајеву, потом је изабран за асистента на Филозофском факултету у Београду на предмету Општа историја уметности средњег века., 1980. изабран је за доцента, а 1986. године за ванредног професора. Био је стипендиста Универзитета у Стразбуру где је започео и утемељио своје будуће научноистраживачко занимање за исламске утицаје на уметност Јужне и западне Европе. Зналац европских али и турског језика, неуморни истраживач-путник и учесник научних скупова уврстио се међу највеће југословенске познаваоце исламске, арабљанске и турске уметности, често усмеравајући своја интересовања на споменике исламске уметности на тлу Југославије. О томе сведочи и његова специјализована библиографија, нарочито Алаџа џамија у Фочи (магистарски рад 1970. ) или Исламска монументална уметност XVI века у Југославији (докторска дисертација, 1980. година).

## Изабрана библиографија
- „Алтин-алем џамија у Новом Пазару”. у Зборник Светозара Радојчића / [уредник Војислав Ј. Ђурић]. Београд: Филозофски факултет, Одељење за историју уметности, (Београд : Научно дело). 1969. стр. 1—10.  174340103  512592791
- „Претварање цркава у џамије” (PDF). Зборник за ликовне уметности. Нови Сад: Матица српска (12): 98—117. 1976. ISSN 0543-1247.  66520583  31868167
- „Алтин-алем џамија у Новом Пазару”. Новопазарски зборник. Нови Пазар: Завичајни музеј (1): 121—136. 1977. ISSN 0351-3017. Архивирано из оригинала 18. 05. 2024. г. Приступљено 17. 04. 2025.  512147296  3463170
- Исламска монументална уметност XVI века у Југославији : куполне џамије. Београд: Институт за историју уметности Филозофског факултета : Балканолошки институт САНУ. 1984.  37385223  11616778  512009936
- „Цариград и исламска уметност у Југославији : атрибуције Синану и његовој школи”. Balcanica :  Annuaire de l'Institut des études balkaniques = Балканика : Годишњак Балканолошког института. Beograd: Srpska akademija nauka i umetnosti Međuakademijski odbor za balkanologiju saveta akademija nauka i umetnosti SFRJ i Balkanološki institut SANU. XX: 227—242. 1989. ISSN 0350-7653.  12014082  6289154